# Olof Hersesson
Olof Hersesson, även kallad "Gamle Olof", är den tidigast säkerställde anfadern för Buresläkten. Olof omnämns i Johan Bures stora släktbok över den så kallade "Bureätten". Inget födelseår är känt, men utifrån kronologin i släktboken bör han ha varit född i slutet av 1300-talet. Han bodde i Bureå, Skellefteå socken. Olof är belagd genom en kombination av många muntliga vittnesmål, som år 1600-1601 nedtecknades av Johan Bure, och DNA-analyser av Olofs nutida ättlingar.
Av släktbokens generationsnumrering framgår att Olof var den tidigaste släktmedlem som Johan Bures släktingar var säkra på. Tidigare generationer i släkthistorien, bland annat den mytiske hjältefiguren Fale hin Unge och ett antal personer omnämnda på runstenar, har efter källkritiska granskningar visat sig vara fiktiva tillägg.
Enligt Johan Bures släktbok hade Olof två söner, Olof och Anders. DNA-tester av Y-kromosomerna hos flera agnatiska ättlingar till dessa två söner har visat att de hade en gemensam anfader i närtid. Detta styrker släktbokens uppgifter om att Olof Hersesson var deras far.
Olofs patronymikon, Hersesson, är hans sannolika fadersnamn, baserat på att hans fader sägs ha hetat Herse. Om denne Herse kunde endast en av Johan Bures intervjuade släktingar berätta, varför uppgiften måste tas med viss försiktighet.